# Rifugio Selleries
Die Rifugio Selleries ist eine alpine Schutzhütte auf 2030 m im Piemont und liegt im Parco naturale Orsiera - Rocciavrè, einem Naturpark in den Cottischen Alpen neben der Alpe Sellereis unterhalb des Monte Orsiera.

## Zustieg
Aus dem Chisonetal kann man von Villaretto Chisone über Borgata Selleiraut in zweieinhalb bis drei Stunden zur Hütte aufsteigen. Alternativ kann man auch mit einem geländegängigen Auto bis zur Hütte fahren.

## Touren
Der Monte Orsiera (2890 m) kann in zweieinhalb bis drei Stunden erreicht werden. Der Punta Cristalliera (2801 m) wird auf dem Normalweg in zweieinhalb Stunden erreicht. Weiters ist die Hütte ein Stützpunkt auf einer mehrtägigen Wanderung durch den Naturpark, dem Giro dell'Ossiera.